# Servizio ferroviario metropolitano di Bari
A Servizio ferroviario metropolitano di Bari az olaszországi Bari városában működő elővárosi vasúthálózat. Két vonalból áll, amelyek összekötik a város központjában található központi pályaudvart a San Paolo lakótelepi külvárossal (FM1 vonal), valamint a „Karol Wojtyła” repülőtérrel és Bitonto városával (FM2 vonal).
A rendszert a Ferrotramviaria üzemelteti. A Trenitalia nemzeti vasúttársaság városi vasútvonalat is üzemeltet Molfetta és Mola di Bari között.

## Története
A San Paolo kollégiumi külvárosba vezető elővárosi vasútvonal építését 1999-ben hagyta jóvá Bari város tanácsa.
A vasútvonalat 2008. június 24-én adták át, majd a próbaüzemet követően december 22-én megnyitották a közforgalom előtt.
2013. július 20-án nyitották meg az új FM2-es vonalat Bitonto felé, amely a ″Karol Wojtyła″ repülőteret is érinti.